# Tossene
Tossene est un village et une paroisse située dans la partie nord de la commune de Sotenäs, en Suède. La commune de Tossene a fusionné avec les autres localités de la péninsule de Sotenäs le 1er janvier 1974. L'étymologie du nom est incertaine mais probablement Tossene veut dire "pré de lin". Tossene est avec Kville et Tanum la localité la plus riche en gravures rupestres de Suède. Au sud de l'église de Tossene le club de golf du Sotenäs a un terrain de golf avec 27 trous.